# En buena hora
En buena hora va ser un programa de televisió, emès per Televisió espanyola entre 1990 i 1991, amb direcció i presentació de Joaquín Arozamena.

## Format
Sota format de magazine matinal, l'espai incloïa entrevistes, concursos, reportatges i actuacions musicals així com l'emissió de les sèries Derecho a Amar, Webster, La isla i Santa Bárbara.